# Са Диндин
Са Диндин (на традиционен китайски: 薩頂頂, на опростен китайски: 萨顶顶, на пинин: Sa Dingding; алтернативно изписване: Са Дин Дин) е китайска народна и фолк изпълнителка и текстописка. Истинското ѝ име е Джоу Пън (周鹏).
Изпълнява народни и свои песни на китайски, тибетски, санскрит и на лагу-лагу (измислен от нея самата език). Голяма част от музиката е записана от нея самата на традиционни за Китай, Монголия и Тибет инструменти.

## Биография
Са Диндин е родена в Пиндиншан. Родена е в семейството на китаец и етническа монголка. Детството си прекарва във Вътрешна Монголия, където има възможността отблизо да се запознае с културното наследство на малцинствените групи, живеещи в региона. Подробно се запознава с будизма, широко практикуван сред монголците, който впоследствие оказва голямо влияние върху музиката ѝ. Сама изучава тибетски и санскритски езици. Мести се в Пекин, за да продължи образованието си. Записва да учи едновременно философия и музика.
На 18 години издава първия си албум „咚巴啦“ под собственото си име. Албумът е приет добре, а Пън печели награда за Най-добър денс албум през 2001. Това е първият и дотогава единствен албум на певицата, който не включва фолк музика.
Лятото на 2007 излиза втория студиен албум „万物生“ (англоезично име „Alive“) и де факто първи издаден под името Са Диндин. Албумът съществено се различава от предишния материал на певицата; залага на смесица между електронна музика, фолк музика и поп. Издаден е в редица държави, а година по-късно излиза и под формата на DVD. През 2008 Са печели в категорията Най-добър изпълнител в Азиатско-тихоокеанския регион на Наградите на BBC Radio 3 за Световна музика. Същата година Са издава сингъла „琴伤“ („Qin Shang“).
Са Диндин записва съвместна песен с Ерик Муке от Дийп Форест „Won't Be Long“. Песента е издадена с благотворителна цел, за да привлече внимание и финанси за възстановителните дейности след земетресението в Съчуан от 2008. Двамата работят и по проекта на Муке „Deep China“, който все още не е издаден.
Януари 2010 Са издава третия си поред студиен албум „天地合“ (англоезично име „Harmony“), който включва песни изпяти само на китайски език. В специалното издание на албума са включени и три ремикс версии на сингъла „天地記“ (Ha Ha Lili), една от които на Пол Оукънфолд.

## Дискография
В Китай албумите и песните са изписани само на китайски; в Япония само на японски; в останалата част на света имената са на английски език освен, ако не е изрично посочено друго.
- (2001) „咚巴啦“
- (2007) „万物生“ („Alive“) – Universal Music, Wrasse Records
- (2010) „天地合“ („Harmony“) – Universal Music, Wrasse Records